# 萨拉米斯战役
萨拉米斯海战（希臘語：Ναυμαχία τῆς Σαλαμῖνος，波斯語:نبرد سالامیس，前480年）是第二次希波战争中雅典政治家地米斯托克利率领的希腊各城邦组成的联合舰队与波斯帝国阿契美尼德王朝薛西斯一世麾下的波斯海军于公元前480年进行的一场海战。兵力处于劣势的希腊联军将波斯舰队诱入科林斯地峡东部的萨罗尼科斯湾内的萨拉米斯岛与希腊本土阿提卡地区之间狭窄的海峡中，一举取得决定性胜利，成为第二次希波战争的战略转折点。
公元前480年8月-9月间，为了阻止波斯军队的进犯，希腊各城邦组成的联军分别在陆上和海上组成防线。斯巴达国王列奥尼达一世率领的大约7000名陆军在中希腊的温泉关布防，阻止波斯陆军从色萨利地区侵入中希腊的维奥蒂亚地区和南希腊的阿提卡和伯罗奔尼撒地区。与此同时，为了防止波斯军队从海上绕道，以雅典海军为主力的希腊各城邦联合舰队封锁了埃维亚岛北端的阿提米修姆海峡。在著名的温泉关战役中，希腊重装步兵面对兵力数百倍于己的波斯军队，坚守了7天，最后由于叛徒告知敌人绕道的山路，遭到迂回包围而失败，希腊军队的后卫部队，包括斯巴达国王列奥尼达一世及其麾下的300勇士战死，波斯军队长驱直入占领维奥蒂亚和阿提卡，并焚毁了雅典城。希腊和波斯海军在阿提米修姆海战不分胜负，但由于温泉关失守，希腊海军遂后撤到雅典外海的萨罗尼科斯湾内的萨拉米斯岛修整补给。希腊陆军则后撤到狭窄的科林斯地峡建立新的防线，以阻止波斯陆军入侵伯罗奔尼撒半岛。
尽管在战舰数量和海员训练上处于明显劣势，希腊联军接受了地米斯托克利与波斯海军再战的意见。这是因为如果不能限制波斯海军的行动，希腊陆军在科林斯地峡的防线很容易被两栖登陆行动破解。另一方面，薛西斯一世也急于尽快取得决定性胜利以便尽快结束战争。地米斯托克利天才地设计欺骗了薛西斯一世，一方面派人对其示好，一方面透露希腊联军内部的意见分歧，成功诱骗波斯舰队试图封锁狭窄的萨拉米斯海峡。庞大的波斯舰队一进入海峡内的狭窄水域后难以展开，早已等待于此的希腊舰队抓住机会，一举击溃了波斯舰队，从而赢得了自公元前490年的马拉松战役以来，希腊对波斯帝国的又一次辉煌胜利。
薛西斯一世此战失败后任命馬鐸尼斯率波斯陆军继续征服希腊，尽管波斯军队于公元前479年6月再次占领雅典，但在同年8月的普拉提亞戰役中遭到歼灭。波斯海军亦在8月底的米卡勒战役中大败。这两场战役的结局标志着波斯帝国彻底放弃了征服希腊的企图，而希腊则开始了对波斯帝国的战略反击。有不少西方史学家认为如果萨拉米斯海战以波斯帝国的胜利告终，古希腊文明，乃至整个西方文明将会被扼杀，所以这场战役被视作是人类历史上最重要的战役之一。

## 背景

戰略圖

前491年，波斯王大流士一世向希腊诸城邦派遣了使节，要求希腊人献上“一杯水与一捧土”以示臣服。当时大部分城邦遵从了波斯王的要求。然而在雅典，波斯使节被审判，继而被处决了。在斯巴达，使节则直接被扔下了井底。这一行为意味着直接向波斯宣战。大流士一世於是在前490年命令大提士与阿尔塔费尼斯率领水陆两军进攻希腊，然而这支部队在马拉松战役被希腊军大败，使得波斯不得不暂时撤出小亚细亚。之后，大流士因苦於埃及的叛乱而不得不延后对希腊的征伐，前486年，大流士一世驾崩於征讨埃及的途中。其子薛西斯一世即位。薛西斯讨平了埃及的叛乱，并立即着手准备继承其父亲的遗愿，讨伐希腊。前480年年初，战争已准备就绪，薛西斯在薩第斯召集了军队搭建浮桥，跨过了达达尼尔海峡，向希腊进军。雅典一方，在政客地米斯托克利的监督下，雅典人建造了一艘巨型三列槳座戰船用以抗衡波斯军。然而，因爲雅典在陆军上的劣势，无法直接与波斯交战，如果要胜利，则必须成立一个希腊诸城邦的联盟。因为雅典与斯巴达之前拒绝对波斯朝贡，在众人的看好下，两个城邦开始联合，并於前481年深秋在科林斯举行了会盟。这次会盟组成了一个希腊城邦同盟，共同抵抗波斯。这一同盟对于当时各自为政的希腊城邦来说是有重大意义的，其中有些城邦仍然在名义上处于交战状态。首先，希腊人提出守御坦佩谷的方案，马其顿的亞歷山大一世警告说波斯人可以取道萨兰塔波罗绕过坦佩谷。而事实上波斯军在坦佩谷占有绝对优势，希腊军于是立即撤离了。隨後，希臘人採取了第二個方案，即駐守溫泉關。在通往南希臘的途中，波斯軍必須穿過極為狹窄的溫泉關，而這一關卡的地形使其變得易守難攻。只要一小股希臘軍便可以堵住整個波斯人的前進。在著名的溫泉關戰役中，斯巴達人堅守溫泉關三日，使其餘希臘軍大部獲得余裕，成功撤退。與此同時，阿提密西安戰役陷入了僵局。在溫泉關失守的消息傳至阿提密西安後，當地的希臘軍考慮到死守阿提密西安已經變得沒有必要，於是也撤退了。

## 前奏

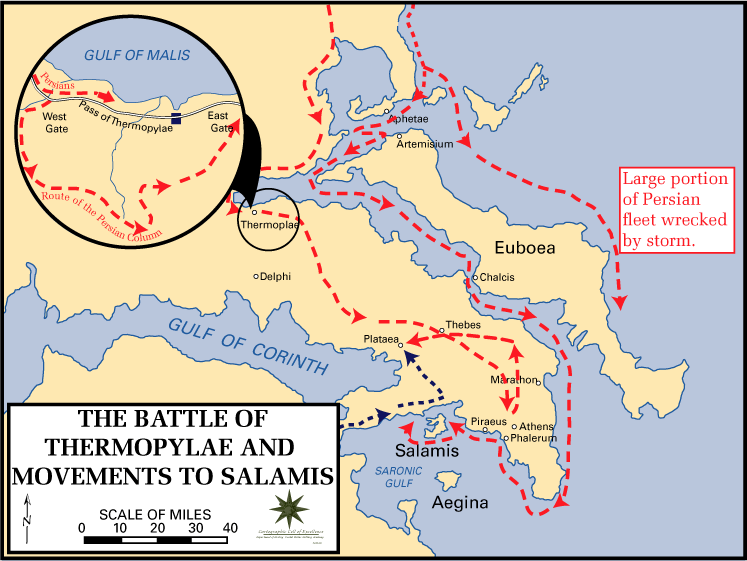
温泉关战役后波斯军行军图

上述撤退的希臘軍隨後從阿提密西安取水路行至薩拉米斯，以幫助雅典人完成當地的平民疏散工作。期間地米斯托克利寫信給波斯軍中的愛奧尼亞希臘人，希望他們向希臘投誠。在攻克溫泉關後，波斯一方燒殺劫掠了未投降的皮奥夏人，隨後到達了當時平民已被疏散了的雅典城。希臘同盟軍在科林斯地峽斷絕了通路，並搭起了防禦工事。然而這一策略是具有缺陷的，除非同盟軍艦隊可以阻止波斯艦隊將士兵送過萨罗尼科斯湾。在戰事會議上，科林斯海軍指揮官阿德曼图斯主張希臘艦隊應當在科林斯地峽的海岸邊集結，以完成對波斯艦隊的封鎖。而地米斯托克利則提出應果斷打擊波斯海軍的優勢地位，他指出:“近戰是對我們有利的。”最終，地米斯托克利獲得了認同，同盟軍艦隊留在了薩拉米斯海岸。
薩拉米斯戰役的確切時間一直是個謎。希羅多德將這場戰役描述得好像波斯人從佔領雅典時，戰役便隨即開始，但沒有足夠的記載證明這一說法。如果溫泉關、亞德米西林兩場戰役發生在前480年九月，則這一說法或爲確實。而更有可能的是，波斯人在雅典花了兩至三週的時間修理艦隊，整備軍事。可以確定的是，在某個時間點，薛西斯王在法莱卢召集了一次御前會議，與會者包括艦隊女指揮官阿爾特米西亞一世，當時只有她認為在薩拉米斯與希臘人交戰是不必要的，但薛西斯及馬鐸尼斯則執意要在薩拉米斯一決勝負。
導致了這場戰役發生的根本原因很難確定。參戰雙方都在戰情做了部署。在戰役爆發的前夕，波斯王薛西斯接到情報稱希臘同盟軍中因意見不和而產生了裂痕，而這所謂的“裂痕”則很可能是希臘人爲了引誘波斯人攻擊而設下的圈套。或者，波斯的強勢的確導致了同盟軍（此時已在薩拉米斯駐軍不出一週有餘）中產生了別樣的情緒。波斯方可能還往科林斯地峽的方向派出了一艘軍艦以查探虛實。（因疑慮希臘的主力是在科林斯而不是薩拉米斯）
總之，薛西斯命令他的艦隊在薩拉米斯海岸巡邏，並堵住南邊的出口。到黃昏時分，可能是出於引誘希臘同盟軍的目的，他又命令艦隊撤回。那天晚上，地米斯托克利向薛西斯派去了一名他的僕人西西努斯，聲稱他“效忠陛下且願陛下鴻圖大展，而非希臘得勝。”，他還稱希臘同盟軍中勾心鬥角，伯羅奔尼撒諸邦正打算撤退，波斯軍只要堵住薩拉米斯海峽便可輕易取勝。事實上，正與他所聲稱的相反，這是地米斯托克利爲引誘波斯軍進入薩拉米斯海峽所使用的偽報。薛西斯最喜聞望見的便是希臘諸邦的分裂於臣服，他立刻中了計，波斯艦隊在當晚被派遣至海峽口，實行地米斯托克利所稱的“必勝戰術”。薛西斯還在制高點搭起了王座，居高臨下地欣賞這場戰役，並且記住哪一位主將在戰鬥中表現突出。
戰役前夜的希臘一方，據希羅多德的記載，正展開激烈的辯論。伯羅奔尼撒人意欲撤退，而就在這時，地米斯托克利向波斯發出了偽報。隨後被流放的雅典將軍阿里斯提德抵達，波斯軍中的叛變者也在這時帶著重要情報來投誠。伯羅奔尼撒人方才答應不撤退，並且會與同盟軍並肩作戰。也有可能是伯羅奔尼撒人爲了配合地米斯托克利的計謀，故意裝出要撤退的樣子。綜上所述，希臘同盟軍這時已經準備好在第二天與波斯人決戰了。而波斯人則花了一個晚上徒勞無功地搜尋“撤退的希臘人”。

## 戰役

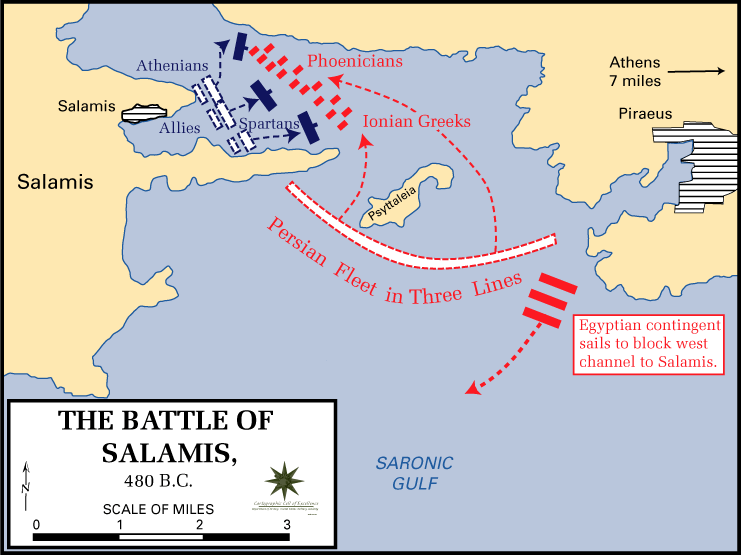
萨拉米斯战役图，蓝色为希腊军，红色为波斯军

萨拉米斯战役的具体经过没有史料可以参照。因为当时能够一览海峡中两军激战的可能只有薛西斯一人。

### 布阵
希腊同盟军一方，雅典人处于左翼，右翼可能是斯巴达人，其余城邦的舰队位于中央。由于海峡过于狭窄，整个舰队可能分为两列。希罗多德认为同盟军舰队是呈南北成一列状排列，北侧延伸至今日的圣乔治小岛，南侧延伸至今日的瓦瓦里角（萨拉米斯的一部分）。狄奥多罗斯则认为舰队呈东西向排列。横跨萨拉米斯海峡及埃加列奥斯山。而舰队将自己的一面列入波斯军范围的可能性很小。
根据希罗多德有争议的说法，开战前夜波斯舰队封住了海峡的出口，以免希腊同盟军逃走。故或有两种情况，一是波斯人仅仅锁住了出口，二是他们驶入了海峡，并且在夜间做好了战斗准备。舰队被分成三排。腓尼基舰队在右侧，爱奥尼亚人在左侧。其余则位于中央。埃及舰队受命巡航海峡，封住海峡北部的出口。

### 开战
波斯人没有在夜间开战。希腊一方，地米斯托克利作了演讲，随后船员们上了船，准备出航。根据希罗多德的说法，当日黄昏时分，希腊人舰队刚刚驶出，波斯人便立即发动了进攻。如果波斯人的确是在黄昏后才进入海峡，则说明希腊人有更多的准备时间。诗人埃斯库罗斯宣称，当波斯人迫近希腊军时，他们听到了希腊人的战歌。

前進，希臘之子。

解放祖國。解放妻子。

解放父輩神明之祭壇，

以及祖宗安息之地。

背水一戰！
希羅多德記載，雅典人發現科林斯人一開戰就向海峽之北駛離了戰場。但他也記述了其他希臘城邦對於這一事件的否定。如果科林斯人的確離開了戰場，他們應該是去偵察敵情或充當誘餌，以對付巡航的埃及艦隊。另一種可能是科林斯人的脫逃導致了波斯人發動總攻，也就是說希臘同盟軍的確解體了。總之，不管那一種情況發生了，科林斯人隨後還是回到了戰場。
波斯艦隊在迫近希臘同盟時顯得擁擠而沒有秩序。雖然希臘一方做好了準備，但仍然因恐懼而向後退卻了。據普魯塔克所言，退卻是為了佔據有利位置，并在翌日晨風到來前爭取時間。希羅多德記載了一個傳說，當希臘艦隊後退時，他們看見了一個女人的鬼魂對他們說道：“蠢貨，你們要退卻多遠才是？”不過，他更加確定地記載了艦隊退卻時，有一艘船被派去衝撞波斯船隻。雅典和埃伊纳人分別宣稱這是其將領的功勞。隨後希臘艦隊組成了戰線，迎戰波斯。

### 鏖戰
大部分主要戰鬥的細節很模糊。所有置身戰場的人都不可能看清整個戰況。三列桨座战船通常會在船尖裝備衝撞用的角，可以擊沉敵艦或者擊碎其一側的船槳。如果最初的撞擊都不成功，則有陸戰隊登上敵艦進行肉搏。雙方都有各自的陸戰隊，希臘一側還有重装步兵。

## 戰後
萨拉米斯海战中，希腊舰队仅以损失40艘战舰的代价，取得了击沉波斯战舰200艘，俘获50艘的的辉煌战绩。波斯舰队人员伤亡数万，战舰的残骸和溺毙的士兵被海潮冲到萨拉米斯岛对岸的一处海湾里，在几公里长的海滩上堆积如山。夕阳中，薛西斯扯下战袍、钻进战车，离开观战地。残存的波斯海军不敢营救落水官兵，也逃离战场。
萨拉米斯海战扭转了整个希波战争的战局；第二年（公元前479），以斯巴达军团为核心的希腊联军又在普拉太亚彻底击败波斯陆军；从此战争的主动权完全被希腊人所操纵，最后不仅将波斯人彻底驱逐出欧洲，而且还解放了长久被波斯占领的小亚细亚沿岸各希腊城邦。公元前449 年，战争双方签订《卡里阿斯和约》， 持续约半个世纪的希波战争至此正式结束。
萨拉米斯海战的胜利，开创了雅典的黄金时代。在这个时代，雅典人取得了海上实力和商业方面的优势，他们的知识分子和艺术家们也取得了卓越的成就——这就为西方文明奠定了基础。相反，萨拉米斯战役则是波斯帝国走向衰落的开始。从那以后，波斯人再也没能进犯希腊。
同時，這場戰役的勝利也促使希臘世界的民主制度復興，在大戰之前，成為絕大多數城邦公民有嚴格財產限制，然而戰爭卻是依靠大量的無產划槳手獲得勝利，因此戰後大量本土出生的窮人被授予投票權，這些新興海軍自由民階層讓雅典民主政體更不可預測和更具擴張性。在萨拉米斯战役以后的一个世纪，希腊人和马其顿人在亚历山大大帝的领导下，征服并占领了那个暮气沉沉的波斯帝国。

## 現代演繹
- 2014年，依據薩拉米斯戰役而改編的電影《300勇士：帝國崛起》上映。